# バリツ
バリツ (baritsu) は、イギリスの小説家、アーサー・コナン・ドイルの推理小説「空き家の冒険」（1903年）で「シャーロック・ホームズシリーズ」に初めて登場する架空の日本武術。
「柔道を指す」という解釈が一般的だが、「武術（bujitsu）」説、「バーティツ（bartitsu）」説などの異論もある。

## 概要
1894年の『最後の事件』で、「シャーロック・ホームズは、宿敵のジェームズ・モリアーティ教授とスイスのライヘンバッハの滝で揉み合いになった末、2人とも滝壺に落ちた」ということになった。しかし、ドイルはファンの要望に応えて続篇を書くことになり、「ホームズは死んでいなかった」ということにする必要が生じた。そこで、「自分（ホームズ）には「バリツ」という日本式の格闘技の心得があって、それでモリアーティ教授を投げ飛ばしたのだ」、と『空き家の冒険』の中でワトソンに説明している。
訳者によっては馬術と表記されている版すらあるが、「バリツとは柔道（柔術）」と「バーティツの誤記」が通説となっている。明治期には講道館柔道も柔術流派の一つと見なされ、講道館出身者も「柔術家」を自称していた。なお純粋な戦闘技術としての「柔術」と心身の鍛錬や教育的効用を重視する武道としての「柔道」を明確に区別するようになったのは第二次世界大戦後とされる。
2014年のテレビドラマ『SHERLOCK』ではシーズン2の『ベルグレービアの醜聞』において壁に掛けられた講道館の黒帯証明書が登場し、『空き家の冒険』に相当するシーズン3『空の霊柩車』では「Japanese Wrestling」により助かったと説明している。
これにちなみ、後世の作品では探偵の得意技として「バリツ」が取り上げられることもある

## バリツの正体

### 「武術（bujitsu）」誤記説
1950年には、江戸川乱歩、吉田健一などを発起人として、ベーカー・ストリート・イレギュラーズの東京バリツ支部が結成された。発会式では、牧野伸顕（吉田健一の祖父、吉田茂の岳父）の「バリツの起源」に関する論文が朗読された。牧野によれば、ホームズは「僕は日本式レスリングを含むブジツ（武術）の心得がある」と言ったのであって、ワトスンは「bujitsuをbaritsuと間違えたのだ」という。

### 「バーティツ（bartitsu）」誤記説

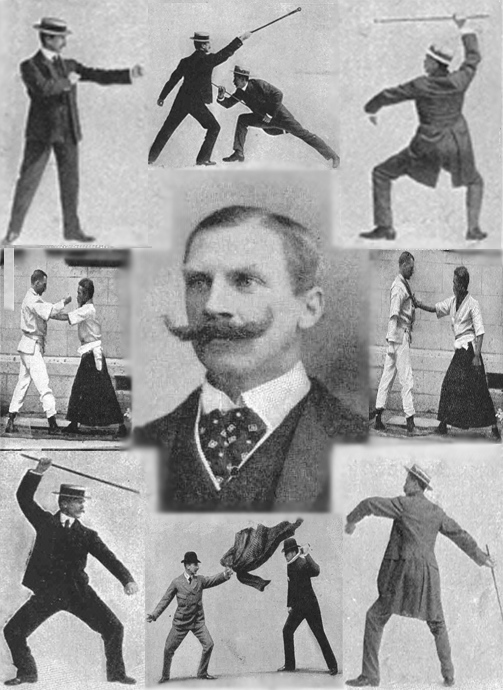
バーティツの構え（中央がバートン＝ライト本人）

1899年9月に日本に滞在していたエドワード・ウィリアム・バートン＝ライトというイギリス人が、日本人の谷幸雄を伴って1900年9月頃帰国し、レスリング、日本の柔術、シュヴィンゲン、ラ・カン（ステッキ術）、ボクシング、サバットなど様々な武術を合わせた護身術を"bartitsu"（バーティツ:バートン流柔術の略）と名付けてロンドンで教えており、『ピアスンズ・マガジン』にも記事が掲載されていた。同誌にはドイルも小説を掲載していたため、その記事を読んでいた可能性は高く、「"baritsu"とは"bartitsu"の誤記である」とする説がある(または著作権を考慮して綴りを変えたとも)。
この説を補強する材料として、1901年8月23日付のロンドン・タイムズ紙に記載された"bartitsu"のデモンストレーション紹介文（「Japanese Wrestling at the Tivoli（チボリでの日本のレスリング）」）中にて"baritsu"との誤記が発見されており、ホームズによるバリツの説明は、新聞の見出しで使われているのと同じフレーズであった。
ドイルの友人で1887年からお雇い外国人技師として来日していたウィリアム・K・バートンとの文通により、日本に関する知識がもたらされており、1925年発表の『高名な依頼人』では「聖武天皇」と「奈良の正倉院」が話題として登場している。
日本では、大槻ケンヂが自身のエッセイ『地上最強の格闘技バリツとシャーロック・ホームズの謎』で「バリツ=バーティツ」説を述べ、それを基にした短編小説の発表なども行っている。
なお後にバーティツは商業的に失敗し、教える者がいなくなって久しかったが、2002年に国際協会のバーティツ・ソサエティが設立されて以後は復活を果たしている。

## 「最後の事件」の挿絵

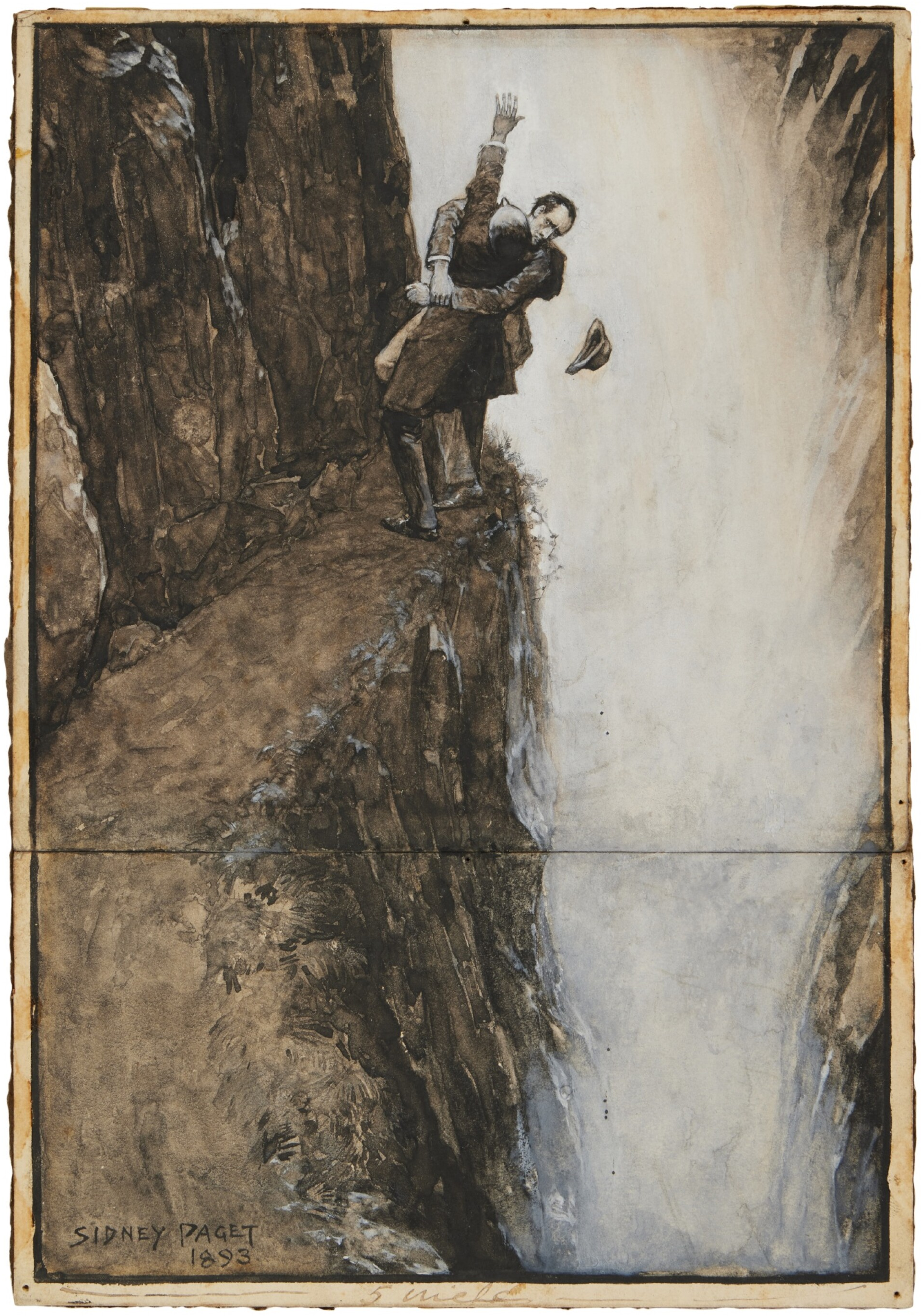
ホームズとモリアーティ教授の格闘（シドニー・パジェット画、「ストランド・マガジン」掲載の挿絵）

「最後の事件」は「ストランド・マガジン」1893年12月号に発表され、シドニー・パジェットによる挿絵が掲載された。当時まだ「バリツ」の設定は存在していないが、挿絵の中にはホームズとモリアーティ教授の格闘シーンもあった。この格闘シーンの挿絵では、ホームズの左腕がモリアーティ教授の胴体に回され、右手でその左手首を握っている。これはレスリングにおけるグレコローマンスタイルの組み手であり、柔術ではない。シャーロキアンの植村昌夫は、挿絵のような格闘が行われたのではなく、ホームズは突進してくるモリアーティ教授の勢いを利用し、巴投げをかけたのだろうと推測している。
実際のバーティツはレスリングの技術も取り入れており、レスリングの技術を使っても不自然ではない。